# Єзиди у Вірменії
Єзиди у Вірменії є найбільшою етнічною меншиною в країні. Єзиди, в основному є етнічними курдами, які живуть у західній частині Вірменії. Відносини між єзидами та вірменами різноманітні, але переважно позитивні, у зв'язку з забезпеченням свободи віросповідання і невтручанням у їх культурні традиції.

## Історія

### Початок ХХ століття
Багато єзидів переїхало до Вірменії та Грузії протягом ХІХ і початку ХХ століття, рятуючись від релігійних переслідувань з боку Османської імперії і сунітських курдів, які намагалися навернути їх в іслам. Єзидів убивали разом з вірменами під час Геноциду вірмен, у результаті чого багато єзидів перебралося до російської частни Вірменії. Перша єзидська школа була відкрита у Вірменії у 1920 році.

### Карабаська війна
У зв'язку з етнічною напруженістю, що виникла в результаті війни з Азербайджаном, громади єзидів відмовилися від своїх зв'язків з мусульманськими курдами, які втекли з країни, і позиціонують себе як окрему етнічну групу. Єзиди показали вірменський патріотизм під час Карабаської війни, коли багато хто з них загинув в процесі бойових дій.

## Традиції
Єзидська громада Вірменії відзначає Новий рік не 31 грудня, а в першу середу, наступну після 13 квітня і називають його «чаршшама сарі салі». Вони називають його не новим роком, а початком року. Цього дня єзиди ходять на кладовище, оскільки вважають, що померлі разом з ними святкують. Після цього продовжують веселитися.
Новий рік езидські громади зв'язують з днем народження Малака Таоса, посланцем Господа. У єзидів часто Новий рік і Різдво відзначається в один і той же день. У Різдво езидська громада фарбує також яйця, в основному в червоний, білий, жовтий і зелений кольори. Червоний та білий символізують прапор єзидів, жовтий — сонце, а зелений — символ павича.
У єзидів забороняється ставити на новорічний стіл капусту і свинину, оскільки їх вживання вважається гріхом. У билинах, коли голова єзидського племені тікав від ворогів, його виявили і вбили через свиней. Не використання свинини в їжу, проте, має і наукове обґрунтування. Був час, коли була поширена хвороба свиней, через яку померло багато єзидів.
За законом і за єзидською релігією забороняється ставити на стіл і коноплю.
Під час свята Малак Таос (новий рік єзидів) прийнято дарувати одне одному подарунки.
Серед єзидів дуже поширені дитячі шлюби. Дівчатка, як правило, залишають школу вже у 14 років, щоб підготуватися до шлюбу. Хлопчики навчаються трохи довше і залишають школу для того, щоб стати пастухами. Це — традиційне заняття єзидів у Вірменії.

## Сучасність
За даними офіційного перепису 2001 року, у Вірменії нараховується близько 40,620 єзидів, тим самим єзиди складають найбільшу етнічну меншину Вірменії. Найбільше єзидів проживає у марзі (області) Арагацотн. Вони є громадою, чисельність якої зростає, в якій сім'ї мають по 8-10 дітей. За даними 2007 р. у доповіді про права людини Державного департаменту США зазначалося:
«Як і в попередні роки, лідери єзидів не скаржаться, що поліція, чи місцева влада піддають їх спільноту дискримінації».

## Відомі вірменські єзиди
- Сулоєв Амар[ru] — професійний боєць змішаного стилю
- Михайло Алоян — російський професійний боксер, виступає у легшій вазі, призер Олімпійських ігор, чемпіон світу та Європи серед аматорів[7].
- Роман Амоян — вірменський борець греко-римського стилю, олімпійський медаліст, срібний та дворазовий бронзовий призер чемпіонатів світу, дворазовий чемпіон та триразовий срібний призер чемпіонатів Європи, переможець Кубку світу[7].
- Малхас Амоян — вірменський борець греко-римського стилю, чемпіон світу, срібний призер чемпіонату Європи.